# Stortjärnen (Vilhelmina socken, Lappland, 720240-151313)
Stortjärnen är en sjö i Vilhelmina kommun i Lappland och ingår i Ångermanälvens huvudavrinningsområde. Sjön har en area på 0,0749 kvadratkilometer och ligger 493,3 meter över havet. Sjön avvattnas av vattendraget Dainabäcken.

## Delavrinningsområde
Stortjärnen ingår i det delavrinningsområde (720453-150965) som SMHI kallar för Mynnar i Marsån. Medelhöjden är 511 meter över havet och ytan är 20,4 kvadratkilometer. Räknas de 5 avrinningsområdena uppströms in blir den ackumulerade arean 66,31 kvadratkilometer. Dainabäcken som avvattnar avrinningsområdet har biflödesordning 3, vilket innebär att vattnet flödar genom totalt 3 vattendrag innan det når havet efter 320 kilometer. Avrinningsområdet består mestadels av skog (94 procent). Avrinningsområdet har 0,22 kvadratkilometer vattenytor vilket ger det en sjöprocent på 1,1 procent.